# Варљиво лето ’68
Варљиво лето ’68 је југословенски хумористички филм из 1984. снимљен у режији Горана Паскаљевића, а по сценарију Гордана Михића. Главне улоге тумаче Славко Штимац, Данило Бата Стојковић, Мира Бањац, Мија Алексић и Ивана Михић.
Радња филма дешава се 1968. и прати доживљаје матуранта Петра у потрази за „женом свог живота” што га доводи у низ деликатних ситуација. Његов „свет” насељен је женама које су предмет његове младалачке жеље — удатим госпођама, стидљивим вршњакињама, изазовним професоркама, због чега га не интересују наизглед преломни историјски догађаји, због којих када коначно нађе праву љубав она мора бити прекинута. Кроз низ комичних сцена филм се бави понашањем малих људи у једној важној политичкој години. Тандем Паскаљевић—Михић створио је истовремено љубавну и политичку комедију смештену у идиличној и патријархалној провинцији до које допире ехо бурних светских и домаћих политичких збивања.
Упоредо са филмом снимљена је истоимена телевизијска серија, која је у јесен 1985. емитована на Телевизији Београд. Југословенска кинотека је филм уврстила међу 100 српских играних филмова, који су 28. децембра 2016. проглашени за културно добро од великог значаја.

## Радња
Потреба да коначно нађе „жену свог живота” доводи матуранта Петра у лето 1968. у низ деликатних и комичних ситуација. Најпре се заљубљује у младу професорку социологије Невену Морено, због које се одлучује да за матурски рад одабере тему из марксизма. Сматрајући ову одлуку готово историјском, његов отац Веселин, провинцијски судија догматских схватања, који је од скора члан владајуће комунистичке партије, одлучује да ангажује Цилета студента да му помогне. Иако је Петру смртно досадан, Циле пресудно утиче на његову млађу сестру Владицу, због чега га Веселин избацује из куће.
Након што је једне вечери професорку видео у љубавном заносу са директором гимназије, наљутио се и одлучио да са њом више не проговори ни реч, због чега је пао на матурском испиту. Пошто је од породице сакрио да није положио „испит зрелости”, они у његову част организују свечани ручак, након кога одлазе у болницу у посету Петровом деди, који већ двадесет година живи своје „последње дане”. Заједно са дедом, Петар одлази у ресторан у коме наступа оркестар феријалки из Чехословачке, што деди буди сећања на студије у Прагу и авантуре са Чехињама.
Како би се освежила од летње жеге породица Цветковић одлази на локалну плажу, али уместо да одмара, Веселин овде од апотекара слуша притужбе на рачун Петровог понашања према његовој доста млађој супрузи, а од директора гимназије сазнаје да није положио матуру. Разочаран у сина, одлучује да примени методе „чврсте руке” и наређује Петру да се упише у библиотеку и прочита све о марксизму. Пошто је приликом одласка на плажу упознао нову библиотекарку Ољу Мирановски, Петар са радошћу прихвата очево наређење, али и овде доживљава љубавни неуспех. Како би га на практични начин упознао са животом радничке класе, отац одлучује да га запосли у пекари код кума Спасоја. Ту упознаје Јагодинку Симоновић, кумову вереницу, у коју се убрзо заљубљује. Једном приликом се одважује да јој приђе, након чега упадају у еротски занос, али су откривени од Спасоја који их потом истерује из пекаре.
Петар у очајању, након што је отац обавештен да је избачен из пекаре, одлучује да оде у Београд и потражи Јагодинку, али се након сазнања да је она тамо у вези са другим мушкарцем, разочаран враћа кући. Приликом повратка, у пијаном стању прави инцидент у возу, не знајући да је човек са којим долази у сукоб председник суда кога његов отац дочекује на станици. Како би од председника суда Мицића сакрио да му је Петар син, Веселин одлучује да га веже за кревет, пре доласка председникове породице у госте. Приликом посете, председник суда се поверава Веселину да је из великог града побегао у провинцију због проблема са ћеркама, након чега му овај открива да је Петар његов син.
После ванредно положене матуре, Петар и деда одлазе поново у ресторан у коме свирају чехословачке феријалке. Тада коначно упознаје Ружењку Храбалову своју праву истинску, велику љубав, која је одмах потом морала бити прекинута, због совјетске инвазије на Чехословачку.

## Улоге
| Глумац                | Улога                                 |
| --------------------- | ------------------------------------- |
| Славко Штимац         | Петар Цветковић                       |
| Данило Бата Стојковић | Веселин Цветковић, Петров отац        |
| Мија Алексић          | Петар Цветковић, Петров деда          |
| Мира Бањац            | Петрова мајка                         |
| Ивана Михић           | Владица Цветковић, Петрова сестра     |
| Андрија Мркаић        | Тадија Цветковић, Петров брат         |
| Сања Вејновић         | Ружењка Храбалова                     |
| Драгана Варагић       | Јагодинка Симоновић, пекарка          |
| Неда Арнерић          | Оља Мирановски, библиотекарка         |
| Миодраг Радовановић   | Мицић, председник суда                |
| Бранка Петрић         | Лепосава Мицић                        |
| Драган Зарић          | директор гимназије                    |
| Предраг Тасовац       | господин Илић, апотекаркин супруг     |
| Бранко Цвејић         | кум Спасоје, пекар                    |
| Милутин Бутковић      | Спасојев отац                         |
| Зоран Ратковић        | Спасојев брат                         |
| Лидија Плетл          | Сашка Илић, апотекарка                |
| Дара Чаленић          | шефица чешког оркестра                |
| Предраг Милинковић    | запослени у суду                      |
| Андријана Виденовић   | Невена Морено, професорка социологије |
| Еуген Вербер          | запослени у суду                      |
| Жика Миленковић       | берберин                              |
| Јелица Сретеновић     | записничарка у суду                   |
| Милош Кандић          | конферансије                          |
| Боривоје Кандић       | Ђока, Петров друг                     |
| Владан Савић          | Јова, Петров друг                     |
| Ратко Милетић         | оптужени власник кафане               |
| Обрен Хелцлер         | глумац у порно филму                  |
| Саво Радовић          | Циле, студент филозофије              |
| Миленко Павлов        | пијанац који пева на станици          |
| Радослава Маринковић  | Чехиња из оркестра                    |
| Александра Симић      | Чехиња из оркестра                    |
| Ирена Жмукић          | ћерка председника суда                |
| Сања Жмукић           | ћерка председника суда                |
| Драгица Ристовић      |                                       |

## Настанак филма
Првобитни сценарио Гордана Михића, под називом Само једном се живи, представљао је причу о односу деда-отац-син смештену у савременом времену (почетак 1980-их) и био је намењен редитељу Живојину Павловићу. Након дужег стајања у Центар филму, сценарио је понуђен Горану Паскаљевићу, који је одлучио да радњу филма пребаци у „бурну и преломну” 1968. годину. Желећи да створи филм који ће бити његов лични печат у сценарио је убацио одређене детаље — младу Чехињу, полагање матурског из марксизма и др. Такође, Паскаљевић је осећао потребу да проговори о догађајима из 1968 — протестима у Паризу, студентским демонстрацијама у Београду, совјетској инвазији на Чехословачку, пошто је његова генерација тада веровала да је ова година преломна, да ће се нешто променити и свет постати бољи. Како није имао жељу да снима филм о студентским демонстрацијама, одлучио се да направи сентименталну комедију са политичким садржајем и прикаже како бурни политички догађаји утичу на животе обичних људи, али и малограђански страх од промена, на коме се лако граде ауторитативни режими.
За пребацивање радње филма из раних 1980-их у 1968. Паскаљевић је имао личне разлоге. Он је те године био двадесетједногодишњи студент прве године филмске режије на Факултету за филм и телевизију (ФАМУ) у Прагу. Био је сведок Дупчекових реформи током „Прашког пролећа” и покушаја да се створи „социјализам са људским ликом”. Јуна 1968. када је био на крају прве године, добио је вести о студентским демонстрацијама у Југославији, али се у Београд вратио када је све завршено. Током боравка у Прагу, упознао је Чехињу Мирку, у коју се заљубио и која је била његова прва велика љубав. Заједно са њим, она је током распуста дошла у Југославију, где су месец дана провели на Јадрану. Мирка се у августу вратила у Праг, а дан пре совјетске инвазије, 20. августа 1968, са породицом је из Чехословачке отишла у Швајцарску. Њен отац, који се налазио на неком вишем положају био је обавештен шта ће се догодити и успео је да добије визу за себе, супругу и ћерке. Када се крајем августа, Паскаљевић вратио у Праг на студије, није је затекао и изгубио је сваки контакт са њом (Мирку је срео тек годинама касније у Америци, где је она била власница модног бутика у Лос Анђелесу). Његова лична љубавна прича, послужила је као мотив за увођење лика Ружењке Храбалове, чешке феријалке, у коју се заљубљује главни лик.
На Паскаљевића, као младог студента режије, посебно је утицао чешки редитељ Јиржи Менцл, кога је упознао преко заједничких пријатеља. Као заљубљеник у чешке филмове из 1960-их, који су били стилизоване шармантне комедије, одлучио је да овај филм буде омаж овом периоду чешке кинематографије. Како је првобитни назив сценарија Само једном се живи морао бити промењен због сличности са називом филма Само једном се љуби, редитеља Рајка Грлића, одлучио је да парафразира наслов Менцловог филма Хировито лето (чеш. Rozmarné léto), снимљеног 1968. и да назив филму Варљиво лето. Уз помоћ Ружице Петровић, продуцента Авала филма, филм је добио коначни наслов Варљиво лето ’68.

## Избор глумаца
Приликом одабира глумаца који би тумачили главне ликове у филму, Паскаљевић се одмах одлучио да Петрове родитеље играју Данило Бата Стојковић и Мира Бањац, пошто је са њима сарађивао у свом првом играном филму Чувар плаже у зимском периоду, где су глумили Милована и Спасенију, родитеље главног лика Драгана Пашановића. Овај веома успешни тандем, исте године је играо и у филму Балкански шпијун, Боже Николића и Душана Ковачевића. Без дилеме одабран је и Мија Алексић за улогу Петровог деде.
Највеће колебање Паскаљевић је имао приликом одабира главног глумца, јер су се и он и Славко Штимац прибојавали да ли ће тада већ двадесеттрогодишњи глумац моћи да уверљиво дочара лик матуранта Петра Цветковића. Ипак, верујући у његову аутентичност, Паскаљевић је преломио и поверио му улогу. Приликом избора глумице за лик Петрове сестре Владице, редитељ није био задовољан предложеним кандидаткињама, па је одлучио да улогу понуди ћерци сценаристе Гордана Михића, тада тринаестогодишњој Ивани Михић. Како је и претпостављао, Михић се томе успротивио, али га је у овој намери подржала Михићева супруга Вера Чукић и њихова ћерка је прихватила улогу, доживљавајући то као неку врсту игре. Најмлађег члана породице Цветковић, малог Тадију, тумачио је тада петогодишњи Андрија Мркајић, који је изабран на кастингу.
Приликом избора осталих глумаца, Паскаљевић се трудио да одабере тада популарне глумце — Миодрага Радовановића, Драгана Зарића, Бранку Петрић, Предрага Тасовца и др. Чак и епизодне ликове у филму, играли су афирмисани глумци попут Бранка Цвејића, Жике Миленковића, Даре Чаленић и др. Сцену у пекари, играли су глумци Милутин Бутковић и Зоран Ратковић из Атељеа 212. У филму се појављује и одређени број тада младих глумица које су тумачиле Петрове симпатије — Андријана Виденовић, Лидија Плетл, Неда Арнерић, Драгана Варагић и Соња Вејновић, као и седамнаестогодишње близнакиње Ирена и Соња Жмукић, које су играле ћерке председника суда. Већина глумица се прославиле овим улогама, а нарочито Драгана Варагић, којој је улога пекарке Јагодинке Симоновић обележила каријеру.

## Реализација филма
Упркос чињеници да је Паскаљевић иза себе имао пет успешних играних филмова снимљених у продукцији Центра Филмских радних заједница, односно Центар филма, ова продуцентска кућа није обезбедила довољно средстава за реализацију филма, иако је план снимања већ био готов. Увређен јер продуцентска кућа није веровала у његов филм и није хтела да прихвати финансијски ризик, иако јој је његов претходни филм Сутон донео зараду од пола милиона долара, готово је одустао од снимања филма. Августа 1983. враћајући се авионом из Пуле, случајно је срео Милана Вукоса, директора Телевизије Београд и испричао му проблем са Центар филмом и недостатком средстава за реализацију филма. Вукоса је заинтересовала прича, па је затражио да му донесе сценарио уз напомену да ће покушати да помогне.
Пар дана након добијеног сценарија, Вукос је позвао Паскаљевића и понудио му да Телевизија Београд обезбеди додатна средства за реализацију филма, уз услов да се упоредо сними и телевизијска серија од три епизоде. Центар филм је прихватио сарадњу и убрзо се приступило реализацији филма, након што је додатно проширен сценарио. Био је ово трећи филмски пројекат тандема Паскаљевић—Михић, након успешних филмова Чувар плаже у зимском периоду (1976) и Пас који је волео возове (1977).
Иако се радња филма одвија у периоду од маја до августа, снимање филма је због кашњења реализовано тек крајем септембра и почетком октобра 1983. године. Услед лепог времена, филм је снимљен, за свега двадесетак снимајућих дана. Чувена сцена на плажи, снимана је 5. октобра на Дунаву, код сремског села Чортановци, на обронцима Фрушке горе. У страху да више неће бити сунчаних дана, који би подсећали на лето, све сцене на плажи су снимљене у једном дану. Како би дочарао амбијент малог провинцијског града, филм је највећим делом сниман у Сремским Карловцима (Карловачка гимназија, железничка станица и др) док су поједине сцене рађене у Земуну (Гардош и Николајевска црква). Ипак, добар део филма, сниман је у самом центру Београда, пошто је за кућу филмске породице Цветковић коришћена кућа научника Јована Цвијића у којој је смештен његов меморијални музеј. Ова кућа налази се у Улици Јелене Ћетковић, на Копитаревој градини, месту где су поред Варљивог лета снимани и други пројекти, попут филма Нешто између и ТВ серија Бољи живот и Улица липа. Посебну популарност стекла је плажа у Чортановцима, па је део где је сниман филм назван плажа „Варљиво лето”.
Према тврдњама редитеља, снимање филма протекло је без икаквих трзавица, а најближи сарадници на овом пројекту су му били — помоћник режије Зоран Андрић, директор фотографије Александар Петковић и сценограф Миљен Крека Кљаковић. Како би млађе гледаоце боље упознао са догађајима из 1968. у филм је убачен документарни материјал из архиве Телевизије Београд, који приказују протесте у Паризу, студентске демонстрације у Београду, рат у Вијетнаму, догађаје у Чехословачкој уочи совјетске инвазије, као и обележавање двадесетогодишњице почетка градње Новог Београда.
Као антикомуниста, Паскаљевић је очекивао да након смрти Јосипа Броза Тита, југословенско друштво почне да се демократизује кроз појединачно освајање слобода. Како би гледаоцима на самом почетку филма дао јасан знак да је филм сатирична комедија, а уједно и најавио скори долазак демократских промена, одлучио је да лик Карла Маркса са фотографије, која је висила у школској учионици, намигне главном јунаку. Реализацију ове идеје извео је у студију цртаног филма у Загреб филму Душан Вукотић, познати југословенски аниматор, професор Филмске академије у Загребу и једини југословенски оскаровац. Како му се ова идеја посебно свидела, композитор Зоран Христић направио је музички џингл који је пропратио анимацију. Након успешне анимације са Марксом, Паскаљевић је предложио дизајнеру Мирку Беоковићу да основа за плакат филма буде фотографија Маркса из чије се густе браде наставља дрво са двоје младих у љубавном загрљају. Овај предлог наишао је на одређену врсту цензуре, јер се у Центар филму нису сложили са оваквим предлогом и тражили су да се лик Маркса замени са ликом Петровог деде, односно Мије Алексића, што је на крају и учињено.
Поред интервенције у вези плаката, филм је претрпео и друге измене. Како је филм обиловао документарним материјалом, тражено је да се из њега избаци део снимка у коме совјетски лидер Леонид Брежњев иза затворених врата преговара са првим секретаром ЦК КП Чехословачке Александром Дупчеком, у тренутку када јединице земаља Варшавског пакта врше инвазију на Чехословачку. Приликом монтаже филма урађена је још једна интервенција. Сцени у којој Владица (Ивана Михић) среће обријаног студента Цилета (Саво Радовић) измењен је дијалог. Првобитна верзија у којој Владица пита Цилета: „Јесте ли то ви?”, а он одговара: „Не, то више нисам ја”, накнадном синхронизацијом је замењена, па у верзији која је ушла у филм Владица пита: „Шта сте то урадили?”, а Циле одговара: „Ништа. Ошишао сам се.”

## Критике и популарност филма
Премијера филма била је 5. априла 1984. у биоскопу „Балкан” у Београду. Од самог старта филм је наилазио на опструкције, па премијера није одржана у тада престижним биоскопима „Јадран” и „Козара”. Већина домаћих филмских критичара омаловажавала је филм, а према каснијем мишљењу Паскаљевића, разлог за оспоравање филма била је љубомора колега, због доброг успеха његових претходних филмова. Ипак, подршку је добио од филмске екипе и глумачког ансамбла, који га је пратио на премијерама филма у разним градовима.
Упркос слабој реклами и лошим критикама, филм је наишао на добар пријем код публике, која је препознала енергију филма. Сала биоскопа „Балкан” била је пуна у свим терминима од премијере 5. априла па до 31. маја када је завршено приказивање, а филм је само у Београду видело преко 160.000 гледалаца. Како је његов филм Посебан третман из 1980. имао добар успех на Фестивалу интернационалног филма у Кану, Паскаљевић је верзију филма титловану на француски језик однео у Париз, где је направио пројекцију за људе из филмске индустрије, које је познавао. Жан Франсоа Лепети, један од тада водећих француских дистрибутера и продуцената, откупио је филм за приказивање у Француској, где му је назив измењен у Моје љубави ’68 (фр. Mes amours de 68), што на француском језику игром речи јасно алудира на мај месец 1968. када је Француску задесио талас грађанских протеста. Филм је у Паризу са великим успехом приказиван у преко 20 биоскопских сала.
Популарности филма знатно је допринело емитовање истоимене телевизијске серије од три епизоде, која је у ударном термину (недеља у 20 часова) емитована од 27. октобра до 10. новембра 1985. на Телевизији Београд, а преносили су је сви републички и покрајински телевизијски центри. Тада је ТВ серију, односно проширену верзију филма, видела шира телевизијска публика, која није имала прилике да погледа филм у биоскопу. Емитовање ТВ серије, била је прилика да оживе стари напади на филм, а о њој се расправљало и на седници Скупштине града Београда, на којој је критикована заједно са ТВ серијом Како се калио народ Горњег Јауковца, односно проширеном верзијом филма О покојнику све најлепше, редитеља Предрага Антонијевића. Према тадашњој оцени Милојице Пантелића, пензионисаног генерала ЈНА ове ТВ серије су биле усмерене против „основних тековина и вредности социјалистичког самоуправног друштва”.
Каснија честа репризирања на телевизији, као и појава VHS и DVD издања филма, знатно су утицала на његову популарност, посебно код млађе публике, која није била у прилици да филм гледа у време када се емитовао у биоскопима. Код публике, филм је највише остао упамћен по провокативној сцени у пекари, када Петар (Славко Штимац) „меси” груди пекарке Јагодинке Симоновић (Драгана Варагић), али и репликама, које су постале култне, попут:
- Меси, меси, неће ништа да ти шкоди.
- Само да ти чујем глас.
- Друг Тито је рекао да су студенти у праву.
- Туђ хлеб једе, а хоће мој свет да мења.

У центру Новог Сада, на згради основне школе „Ђорђе Натошевић”, новембра 2021. нацртан је мурал са сценом из филма Варљиво лето, на коме се налазе ликови Петра (Славко Штимац) и његовог оца Веселина Цветковића (Данило Бата Стојковић).

## Учешће на фестивалима и награде
Филм Варљиво лето ’68 учествовао је на неколико домаћих и иностраних филмских фестивала. Приликом селекције филмова за 31. фестивал југословенског играног филма у Пули, који је одржан од 21. до 28. јула 1984, филм се нашао у конкуренцији 18 играних филмова из Социјалистичке Републике Србије, али није ушао у ужи избор од шест филмова, који су се такмичили за награде. Заједно са још 14 филмова, који нису ушли у ужи избор, приказан је у информативној секцији пулског фестивала, али у преподневним часовима. Након Пуле, филм је учествовао на 8. фестивалу филмског сценарија у Врњачкој Бањи, одржаном од 17. до 28. августа 1984, али није награђен. Био је један од 12 филмова који су се такмичили на фестивалу, а заједно са филмом Опасни траг, редитеља Миомира Стаменковића приказан је на отварању фестивала.
На 19. фестивалу глумачких остварења Филмски сусрети у Нишу, одржаном од 25. августа до 1. септембра 1984. приказан је заједно са још 15 филмова и тада је добио своју прву награду — глумица Мира Бањац награђена је „Великом повељом за женску улогу”. Такође, на фестивалу су награђена још двојица глумаца из овог филма — Данило Бата Стојковић и Миодраг Радовановић, али за улоге у филмовима Балкански шпијун, односно Амбасадор.
Први инострани фестивал на коме је приказан, био је Међународни филмски фестивал у Монтреалу, одржан од 16. до 27. августа 1984. године. На овом фестивалу учествовала су укупно два филма из СФР Југославије, а други је био документарни филм Последња оаза, редитеља Петра Лаловића. На 3. филмском фестивалу медитеранских земаља, одржаном од 22. до 31. октобра 1984. у Бастији, на Корзици, филм је добио Гран при жирија. Такође, филм је награђен Гран пријем жирија и наградом публике на Међународном фестивалу ауторског филма у Орлеану, а са успехом је приказан на фестивалима у Бергаму, Монпељеу и Ваљадолиду.
Истоимена телевизијска серија, од три епизоде, снимљена упоредо са филмом, приказана је јуна 1985. на Међународном фестивалу телевизијског филма „Телесуочавања” у Кјанчану, на коме је редитељу Горану Паскаљевићу додељено Специјално признање жирија.

## Културно добро
Југословенска кинотека је 28. децембра 2016. прогласила за културно добро од великог значаја сто српских играних филмова, снимљених у периоду од 1911. до 1999. године. На овој листи налази се и филм Варљиво лето ’68. Поред њега, на списку су још четири филма Горана Паскаљевића — Чувар плаже у зимском периоду (1976), Пас који је волео возове (1977), Земаљски дани теку (1979) и Буре барута (1998).
У сарадњи са компанијом Вип мобајл и продуцентском кућом Центар филм, Југословенска кинотека је дигитално рестаурирала филм, а премијера дигиталне верзије одржана је 23. августа 2018, на затварању првог међународног филмског фестивала Дунав филм фест у Смедереву, којој су присуствовали — редитељ Горан Паскаљевић, глумица Бранка Петрић и композитор Зоран Христић.